# Hypnella pilifera
Hypnella pilifera är en bladmossart som beskrevs av Georg Friedrich von Jaeger 1877. Hypnella pilifera ingår i släktet Hypnella och familjen Sematophyllaceae. Inga underarter finns listade i Catalogue of Life.